# قرار مجلس الأمن التابع للأمم المتحدة رقم 361
قرار مجلس الأمن التابع للأمم المتحدة رقم 361، الذي اتخذ بالإجماع في 30 أغسطس 1974، بعد التذكير بالقرارات السابقة والأشارة إلى الظروف الإنسانية الصعبة في قبرص وكذلك الإجراءات التي اتخذتها مفوضية الأمم المتحدة لشؤون اللاجئين، أعرب المجلس عن تقديره للأمين العام كيرت فالدهايم للدور الذي لعبه في إجراء محادثات بين زعماء المجتمعين ورحب بهذا التطور بحرارة.
وأعرب المجلس عن قلقه البالغ إزاء محنة اللاجئين، ودعا جميع الأطراف إلى بذل كل ما في وسعهم لتخفيف المعاناة الإنسانية وضمان احترام حقوق الإنسان الأساسية. ويواصل القرار مطالبة الأمين العام بتقديم تقرير عن الوضع واستمراره في تقديم المساعدة الإنسانية الطارئة من الأمم المتحدة لجميع سكان الجزيرة. ويختتم القرار بالطلب من جميع الأطراف، كدليل على حسن النية، اتخاذ خطوات قد تعزز مفاوضات شاملة وناجحة وكرر دعوة جميع الأطراف إلى التعاون الكامل مع قوة الأمم المتحدة لحفظ السلام في قبرص.